# Шеймин, Пётр Николаевич
Пётр Николаевич Шеймин (1860-?) — российский правовед, приват-доцент, специалист в области полицейского права.

## Биография
Преподавал на кафедре полицейского права в Императорском Новороссийском университете (Одесса).
Написал ряд трудов о полицейском праве. Сначала использовал термин полицейское право, но в 1891—1897 годах стал использовать в своем учебнике другой термин, введенный Лоренцем Штейном и ставший господствующим в немецкой юридической литературе — «Учебник права внутреннего управления».
Занимался переводом с немецкого языка юридической литературы.
Написал несколько статей «Энциклопедическом словаре Брокгауза и Ефрона»

## Список трудов
- Полицейское право: Лекции прив.-доц. П. Н. Шеймина. 1887-88 ак. г. — Одесса: типо-лит. П. Францова, 1887. — 601 с. (Написано от руки. Литогр.; Без тит. л.; Экз. РНБ 18.296.4.1)
- Задача, содержание и история науки полицейского права: Вступ. лекция, чит. в Новорос. ун-те 23 янв. 1887 г. / [Соч.] Прив.-доц. П. Н. Шеймина. — Одесса: тип. «Одес. вестн.», 1887. — [2], 18 с.
- Полицейская борьба с нарушителями общественной безопасности по германскому праву (недоступная ссылка): Ист.-юрид. исслед. Петра Шеймина. — Одесса: тип. «Одес. вестн.», 1889. — XII, 440 с.
- Очерк современного состояния народных школ в Пруссии / [Соч.] П. Шеймина. — Санкт-Петербург: тип. В. С. Балашева, 1890. — [2], 24 с.
- Учебник права внутреннего управления (полицейского права) (недоступная ссылка) / [Соч.] П. Шеймина, прив.-доц. Новорос. ун-та. Вып. 1-9. — Санкт-Петербург: тип. Н. А. Лебедева, 1891—1897. — 9 т.
- Письмо в редакцию [Текст] / П. Шеймин. // Журнал Юридического общества при Императорском Санкт-Петербургском университете . — 1898. — Книга пятая. Май. — С. 89-90.
- Закон, обычай и цыгане [Текст] / П. Шеймин. // Журнал Юридического общества при Императорском Санкт-Петербургском университете. — 1898. — Книга седьмая. Сентябрь. — С. 58-93.